# Ghiyath ibn Ghawth al-Taghlibi al-Akhtal
Al-Akhtal|Ghiyath ibn-al-Salt al-Akhtal (Ghiyath ibn Ghawth al-Taghlibi al-Akhtal) (en árabe: غياث بن غوث التغلبي الأخطل‎) (ca. 640-710) fue uno de los poetas árabes más importantes del siglo VII e inicios del siglo VIII, durante la época del califato Omeya. Pertenecía a la tribu árabe Taglib, y fue cristiano al igual que los demás de la tribu. Era oriundo de Najd, (actualmente Arabia Saudita) pero se estableció en Mesopotamia.
De los detalles de su vida privada se conoce poco. En la niñez perdió a su madre, Laila, y tuvo que sufrir las persecuciones de una madrastra cruel, que lo empleaba en los más bajos menesteres, lo enviaba a guardar las cabras, etc. También se sabe que se casó y se divorció, para luego vivir con una divorciada a su vez. Era bastante afecto al vino, solía ser visto con prostitutas y beber hasta "la saturación", él a su vez se defendía diciendo que esa era la única manera en que obtenía ideas para sus poemas.
Los Omeyas encontraron en Al-Akhtal, al narrador de sus hazañas, Al-Akhtal significa «el que tiene las orejas fofas o caídas», aunque si hubiese tenido esta característica, sus adversarios no hubiesen perdido la oportunidad de mofarse de él, y sin embargo, según los registros no lo hicieron. Otros dicen que el verdadero sentido de esta palabra significa «charlatán».
Se sometía a veces a duras penitencias, como las que le infligió el sacerdote de su tribu, pero siempre llevaba una cruz sobre el pecho y conservó este signo incluso en el palacio de los Omeyas, en Damasco, cuando el fervor de estos príncipes reclamaba su presencia. El califa Abd al-Malik, aunque de escasos sentimientos religiosos, intentó atraerle al islamismo. «Yo acepto si se me acuerda beber vino y dispensarme del ayuno del Ramadán», contestó el poeta, y compuso estos versos:

Nunca iré a gritar a semejanza de un asno,

¡Vamos a la oración, a la oración!

Y continuaré bebiendo el benéfico licor,

Y me postraré al levantarse la aurora.

Este poema es interesante, porque muestra que la vieja costumbre de los primeros cristianos de reunirse y orar con el sol naciente, se había conservado todavía en el siglo VIII, entre los árabes de la tribu de Taglib. 
Un tema muy tratado en la corte de los Omeyas, fue el de la superioridad de Al-Akhtal, respecto a otros dos poetas, Jarir Ibn Atiah y Al-Farazdaq. Los príncipes se entretenían en provocar apreciaciones a los cortesanos, y estos temían, si daban la primacía a uno de ellos, la venganza de los dos poetas excluidos. Por lo que salían de la dificultad con definiciones generales, como: «Jarir puede en el mar, Al-Farazdaq talla en una roca y Al-Akhtal sobresale en el elogio y la poesía heroica».
Más tarde bajo los Abasíes, al amainar las pasiones, los gramáticos prefirieron a Al-Akhtal, pues su poesía era más correcta y cuidada, su utilización exacta del árabe, el gran número de estrofas irreprochables de un extremo a otro, tanto por el fondo como por la forma. Las cualidades que admiraban de él, eran la intensidad de la inspiración y la pureza de la expresión, nada se dice de la altura de su inspiración. 
Harún al-Rashid, gustaba de recordar uno de sus versos, célebre entre todos, y que prueba la elevación de los sentimientos morales expresados por el vate, es aquel de la oda dirigida al califa Abd al-Malik, referente a los Omeyas:

Terribles en su cólera,

antes de la batalla,

son los más clementes de los hombres,

después de la victoria.

Por este poema en su versión completa, en el momento se ganó el título de «poeta más grande de los árabes». Se cuenta que Al-Akhtal también ayudó a Jarir, en uno de sus torneos poéticos frente a Al-Farazdaq. 
De Al-Akhtal han quedado alrededor de 2.000 obras.